# Гръцка военна хунта
Гръцката военна хунта (на гръцки: Ελληνική στρατιωτική χούντα) е период на военна диктатура в гръцката държава, продължил от 1967 г. до обявяването на страната за република през 1974 г. Периодът е известен също и като Режим на полковниците.

## Предистория
Превратът от 1967 г. и последвалото 7-годишно военно управление са кулминацията на 30 години национално разделение между леви и десни, което може да бъде проследено до времето на гръцката съпротива срещу окупацията на Силите на Оста по време на Втората световна война. След освобождаването на Гърция през 1944 г., в страната започва гражданска война между комунистическите сили и завърналото се вече правителство в изгнание.

### Американско влияние в Гърция
През 1947 г. САЩ формулират доктрината Труман и започват активно да подкрепят редица авторитарни правителства в Гърция, Турция и Иран, за да са сигурни, че тези държави няма да попаднат под съветско влияние. С американска и британска помощ гражданската война в страната завършва с военна загуба за комунистите през 1949 г. Централното разузнавателно управление (ЦРУ) и гръцките военни започват да работят все повече и повече, особено след като Гърция се присъединява към НАТО през 1952 г. В това сътрудничество като по-видни могат да се отбележат служителите от ЦРУ Гъст Авракотос и Клеър Джордж. Авракотос успява да запази близки отношения с полковниците, които по-късно ще участват в преврата.
Гърция е важна връзка в защитата на НАТО, която се простира от източната граница на Иран до най-северната точка на Норвегия. Гърция по-конкретно винаги е разглеждана като рискова страна, която може да бъде нападната от комунистите. По-точно Гръцката национална разузнавателна служба и планински полкове (LOK) поддържат близки контакти със своите американски колеги. Отделно от подготовката за съветска инвазия, те се съгласяват да действат срещу преврати, извършени от левите сили. Особено планинските полкове са интегрирани в Операция Гладио, европейската тайна мрежа. Въпреки че има постоянни слухове за активната подкрепа на преврата от страна на американското правителство, няма доказателства, които да подкрепят това твърдение. Времето на преврата определено изненадва ЦРУ.

### Апостасия и политическа нестабилност
След много години на консервативно управление изборът на кандидата на Съюза на центъра Георгиос Папандреу старши за министър-председател на Гърция е знак за промяна. В надпревара за повече контрол над правителството на страната, отколкото неговите ограничени конституционално сили позволяват, младият и неопитен крал Константинос II се сблъсква с либералните реформатори, отстранява Папандреу през 1965 и предизвиква конституционална криза известна като „Апостасия от 1965“.
След като прави няколко опита да формира правителство, основавайки се на дисидентския Съюз на центъра и консервативните депутати, Константинос II назначава временно правителство начело с Йоанис Параскевопулос, а са обявени нови избори за 28 май 1967 година. Има много индикации, че Съюзът на центъра на Папандреу ще излезе като най-голямата партия, но няма да може да сформира еднопартийно правителство и ще бъде принудена да влезе в съюз с Единна демократична лява партия, която се подозира от консерваторите, че е заместител на забранената КПГ. Тази възможност е използвана като претекст за преврата.

### Генералският заговор
Гръцката историография и журналисти имат хипотеза относно „Генералския преврат“, преврат, който е направен по инициатива на Константинос под претекста за борба с комунистическата подривна дейност.
Преди изборите, насрочени за 28 май 1967 година с очаквания за голяма победа на Съюза на центъра, редица консервативни политици от Националния радикален съюз, страхувайки се от политиките на левите центристи, включително и на Андреас Папандреу (сина на Георгиос Папандреу старши), ще доведат страната до конституционна криза. Един от тези политици Георгиос Ралис, предлага в случай на такава „аномалия“ да обяви военно положение, което му е позволено от монархическата конституция. Според Ралис, Константинос е възприел идеята.
Според американския дипломат Джон Дей във Вашингтон също са притеснени, че Андреас Папандреу би могъл да получи много силна роля в следващото правителство поради възрастта на баща си. Според Робърт Кийли и Джон Оуенс, американски дипломати в Атина по това време, Константинос е попитал американския посланик Филип Талбът каква би била американската нагласа към едно извънпарламентарно решение на въпроса. На това посолството отговаря негативно по принцип, добавяйки, че „американската реакция на такъв ход не може да бъде определена предварително, но ще зависи от обстоятелствата по това време“. Константинос отхвърля това. Според Талбът, Константинос се среща с армейски генерали, които му обещават, че няма да предприемат никакви действия преди идващите избори. Разбира се, прокламациите на Андреас Папандреу ги правят нервни и те решават отново да прегледат своето решение след като видят резултатите от изборите.
През 1966 година Константинос изпраща своя пратеник Деметриос Битциос в Париж на мисия при бившия министър-председател Константинос Георгиу Караманлис, за да го накара да се завърне в Гърция и да възстанови предишната си роля в политиката. Според непотвърдени сведения от бившия монарх, Караманлис отговаря, че би се завърнал само ако кралят обяви военно положение, каквото е неговото конституционно право. Според кореспондента на Ню Йорк Таймс Сайръс Сулцбергер, Караманлис отлита за Ню Йорк, където се среща с американския генерал от военновъздушните сили Лаурис Норщад, за да лобира за консервативния преврат, който ще го направи лидер на Гърция. Сулцбергер твърди, че Норщад отказва самия той да се замесва в такива афери. Написаното от Сулцбергер лежи изцяло на неговия авторитет и на думите на генерал Норщад. През 1967 година, когато бившият крал повтаря твърдения на Сулцбергер, Караманлис казва, че „няма да се занимава с твърдения на бившия крал поради това, че тяхното съдържание и нагласа са недостойни за коментар“.
Приемането на твърденията на Сулцбергер от страна на сваления крал срещу Караманлис е подето от редица леви медии в Гърция, които наричат Караманлис „безсрамен“ и „нагъл“. Заслужава си да се отбележи, че по това време Константинос изцяло подкрепя написаното от Сулцбергер в подкрепа на теорията за планирания преврат от Караманлис и не споменава нищо за срещата с Битциос през 1966 година, която той ще спомене едва след като двамата участници в нея са починали и не могат да отговорят.
Както се оказва конституционната криза не прозлиза нито от политическите партии, нито от Двореца, а от офицери-превратаджии от среден ранг.

## Превратът от 21 април 1967
На 21 април 1967 година, седмици преди обявените избори, група от дясно настроени офицери, водени от бригаден генерал Стилианос Патакос и полковниците Георгиос Пападопулос и Николаос Макарезос завземат властта чрез държавен преврат. Полковниците успяват да завземат властта бързо, използвайки елемента на изненадата и объркването. Патакос е командир на център за обучение на бронирани части (на гръцки: Κέντρο Εκπαίδευσης Τεθωρακισμένων, ΚΕΤΘ), помещаващ се в Атина.
Лидерите на преврата поставят танкове на стратегически позиции в Атина и така ефективно придобиват контрол над града. В същото време по определен предварително изготвен списък са изпратени много на брой малки подвижни части да арестуват водещи политици, авторитетни фигури и обикновени граждани, заподозрени в леви симпатии. Един от първите арестувани е генерал-лейтенант Григориос Спандидакис, главнокомандващ гръцката армия. Полковниците преди това са се опитвали да убедят Спандидакис да се присъедини към тях, карайки го да включи в действие преди това описан план за действие за започване на преврата. Под командването на парашутиста подполковник Костас Асланидис планинските полкове LOK поемат контрола над министерството на националната отбрана, докато Патакос завзема комуникационните центрове, гръцкия парламент, царския дворец и според детайлен списък, арестува над 10 000 души.
До ранните сутрешни часове цяла Гърция е в ръцете на полковниците. Всички водещи политици, включително и министър-председателят Панайотис Канелопулос са арестувани и държани в изолация от заговорниците. В 6:00 a.m. източно европейско време, Пападопулос обявява, че единадесет члена на гръцката конституция са суспендирани. Едно от последствия от суспендирането е, че всеки може да бъде арестуван без гаранция по всяко време и да бъде изправен пред военен съд. Янис Ладас разказва в интервю по-късно, че „До 20 минути всеки политик, всеки човек, всеки анархист, който е в списъка може да бъде обграден...Беше прост и диаболичен план“.
Георгиос Папандреу е арестуван след нощен рейд в неговата вила в Кастри. Андреас е арестуван по същото време след като седем войници с щикове и автомати влизат насила в дома му. Андреас избягва през покрива на къщата си, но се предава след като един от войниците насочва оръжие към главата на четиринадесет годишния му син Георгиос Папандреу. Гъст Авракотос, високопоставен офицер от ЦРУ в Гърция, близък до полковниците ги съветва да „застрелят копелето, защото то ще се върне да ви преследва“.
Американските критици на преврата включват и тогавашния сенатор Лий Меткалф, който критикува администрацията на Джонсън за осигуряването на помощ на „военни режими от сътрудници и симпатизатори на нацистите“. Филипс Талбът, американският посланик в Атина не одобрява преврата, оплаквайки се, че представлява „изнасилване на демокрацията“, на което Джон М. Мери, регионален началник на ЦРУ в Атина, отговаря „Как можеш да изнасилиш курва?“ Хунтата на Пападопулос се опитва да промени гръцкия политически пейзаж чрез преврата. Пападопулос както и други членове на хунтата, известни в Гърция с термина „Априлианой“ (Априлци), обозначавайки месеца на преврата. Терминът „Априлианой“ се превръща в синоним на термина „диктатори от 1974“.

### Ролята на краля
Когато танковете навлизат по улиците на Атина на 21 април легитимното правителство на Националния радикален съюз, на което Ралис е член иска от краля незабавно да мобилизира държавата срещу преврата. Той отказва да го направи и се заклева пред диктаторите, че тяхното правителство е легитимното, докато утвърждава, че „те са действали, за да спасят страната“.
Трима от лидерите на преврата посещават Константинос в неговата резиденция в Татой, която са обградили с танкове, предотвратявайки всеки опит за съпротива. Кралят се кара с полковниците и отначало ги отхвърля, заповядвайки им да се завърнат със Спандидакис. По-късно през деня кралят отива до Министерството на националната отбрана, разположено на север от центъра на Атина, където се събират всички лидери на преврата. Кралят води дискусия с Канелопулос, който е задържан там и с други водещи генерали. Това е безсмислено упражнение, тъй като Канелопулос е затворник и генералите нямат реална власт, както е видно от виковете на по-ниските и средни по ранг офицери, отказващи да се подчинят на заповедите и искащи ново правителство начело със Спандидакис.
Кралят накрая отстъпва и решава да сътрудничи, заявявайки, че до този ден, той е бил изолиран и не е знаел какво друго да прави. Оттогава заявява, че се е опитвал да спечели време, за да организира контрапреврат и да отхвърли Хунтата. Той организира такъв контрапреврат, обаче фактът, че новото правителство има легални права, които са му дадени от законен държавен глава, играе важна роля в успеха на преврата. Кралят по-късно ще съжалява горчиво за своето решение. За много гърци то служи, за да го идентифицира незаличимо в тяхната памет с преврата и определено играе важна роля в крайното решение да се изостави монархията на референдума през 1974 година.
Единственото право, което получава кралят, е да назначи цивилен като министър-председател. Константинос Колиас, бивш главен прокурор във Върховния съд, е избран от краля. Той е известен роялист и е дисциплинарно наказан от правителството на Папандреу за намесата си при разследването на убийството на Григориос Ламбракис. Колиас е фигурант, а властта лежи в ръцете на армията и особено на Пападопулос, който е най-силният човек и става министър на Председателството на правителството. Другите участници в преврата заемат ключови постове.
Дотогава конституционната легитимност е запазена, тъй като според тогавашната гръцка конституция кралят назначава когото реши за министър-председател и докато парламентът одобрява назначението с вот на доверие или свикване на общи избори. Точно това правителство, заклело се в ранните часове на 21 април, формализира преврата. То приема „Учредителен акт“, изменение, равносилно на революция, отменяйки изборите и ефективно изоставяйки конституцията, която ще бъде заменена по-късно.
В същото време правителството управлява чрез декрети. Тъй като такъв Учредителен акт няма нужда да бъде подписван от короната, кралят никога не го подписва, позволявайки му години по-късно да твърди, че не е подписвал никакъв документ легитимиращ хунтата. Критиците твърдят, че Константинос II не прави нищо, за да предотврати легалното създаване на такова авторитарно правителство (особено и избрания от него министър-председател Колиас). Това правителство публикува и налага декрет, обявен вече по радиото според който има преврат и се обявява военно положение. Константин твърди, че не е подписвал и такъв декрет.

### Контрапревратът на краля
От самото начало отношенията между Константинос и полковниците не са лесни. Полковниците не искат да споделят властта, докато младият крал, както и баща му преди него, е използван да играе активна роля в политика и никога няма да се съгласи да бъде просто фигурант, особено във военната администрация. Макар че полковниците са силно антикомунистически настроени и за НАТО и прозападните им възгледи допадат на САЩ, президентът Линдън Джонсън, в опита си да избегне международната реакция казва на Константинос, че е най-добре да замени хунтата с ново правителство. Константинос приема това като окуражение, за да организира контрапреврат, макар че никаква директна намеса или помощ от страна на САЩ или Великобритания не може да се очаква.
Кралят накрая решава да задейства контрапреврата на 13 декември 1967 година. Тъй като Атина във военно отношение е в ръцете на полковниците, Константинос решава да отпътува за малкия северен град Кавала, където се надява да открие войски, лоялни само на него. Неясният план, който Константинос и неговите помощници замислят, е да се създаде единица, която да нападне и да вземе контрола над Солун, където да се създаде алтернативно правителство. Константинос се надява, че международно признание и вътрешен натиск между двете правителства ще принудят хунтата да подаде оставка и да напусне за неговото триумфално завръщане в Атина.
В ранните часове на 13 декември кралят се качва на личния си самолет заедно с жена си Анна-Мария Датска, двете им деца принцеса Алексия и принц Павлос, майката на Константинос Фредерика Хановерска и сестра му принцеса Ирене. Константинос също взема със себе си и министър-председателя Колиас. На първо време нещата изглежда се случват по план. Константинос е добре приет в Кавала, която е под командването на генерал, който му е верен. Военновъздушните сили и военноморски сили на Гърция са монархически настроени и не участват в хунтата, незабавно се отзовават и мобилизират. Друг от генералите на Константинос ефективно отрязва всички комуникации между Атина и Северна Гърция.
Обаче плановете на Константинос са прекалено бюрократично, наивно предполагащи, че заповеди от командващия генерал ще бъдат автоматично изпълнявани. Освен това Константинос иска на всяка цена да избегне кръвопролития дори и там, където хунтата може най-вероятно да реагира с насилие. Вместо да се опита да събере възможно най-голяма обществена подкрепа и така да се надява на спонтанни продемократични протести в повечето градове, Константинос предпочита да остави на своите генерали да поставят нужната сила за напредване към Солун на стриктно военно подчинение. Кралят не прави никакъв опит за контакт с политици, дори и местни, и дори се погрижва даа включи в своята прокламация параграф, осъждащ комунизма, да не би някой да получи погрешна идея.
При тези обстоятелства прохунта офицери от среден ранг неутрализират и арестуват генералите на Константинос и вземат командването на техните единици, събират силите си и тръгват към Кавала да арестуват краля. Хунтата изобщо не е разтърсена от загубата на техния фигуративен премиер и се присмива на Константинос обявявайки, че той се крие „от село на село“. Осъзнавайки, че контрапревратът се е провалил, Константинос напуска Гърция на борда на самолета си, вземайки със себе си семейството си и безпомощния Колиас. Те се приземяват в Рим рано сутринта на 14 декември. Константинос остава в изгнание до края на военното управление. Дори и след завръщането си в Гърция, страната изоставя монархията през 1973 година и му отнема статута на крал.

### Регентството
Бягството на Константинос и Колиас оставя Гърция без легално правителство и крал. Това не засяга военната хунта. Вместо това революционният съвет, съставен от Патакос, Пападопулос и Марезос, назначава друг член на военната администрация генерал-майор Георгиос Зойтакис за регент на Гърция. Зойтакис тогава назначава Пападопулос за министър-председател. Това става единственото правителство на Гърция след провалилия се опит за преврат от страна на краля, тъй като Константинос не желае да създаде алтернативно правителство в изгнание. Позицията на регента по-късно е потвърдена от конституцията от 1968 година, макар кралят в изгнание никога официално да не признава Регентството.
В правно противоречив ход, дори при собствената конституция на хунтата, кабинетът гласува на 21 март 1972 година да изгони Зойтакис и да го замени с Пападопулос, така съчетавайки позициите на регент и министър-председател. Смятало се, че Зойтакис е проблемна фигура и прекалено много е намесен с военните. Портретът на краля остава на монети, публични сгради и други, но бавно военните отхвърлят институцията на монархията: данъчният имунитет на кралското семейство е премахнат, сложната мрежа от кралски благотворителности е поставена под държавен контрол, царските оръжия са премахнати от монетите, от имената на флотата и авиацията е премахнато името „кралски“, а на вестниците е забранено да публикуват снимките на краля или някакви интервюта с него.
По време на този период съпротивата срещу полковниците сред изгнаниците в Европа и САЩ става по-добре организирана. Освен очакваната опозиция в ляво, полковниците се намират и под атаката на избиратели, подкрепящи миналите десни режими – промонархисти, подкрепящи Константинос, бизнесмени загрижени за международната изолация и средната класа изправена пред икономически спад след 1971 година. Има също така и значителни политически вътрешни борби в хунтата. Все пак до 1973 година хунтата държи твърдо контрола над Гърция и не изглежда вероятно да бъде премахната по насилствен начин.

## Характеристики на хунтата

### Идеология
Полковниците предпочитат да наричат преврата „революция за спасяване на нацията“ („Ethnosotirios Epanastasis“). Тяхното официално оправдание е, че има „комунистическа конспирация“, която е навлязла в гръцката администрация, академия, преса и войска до такава степен, че е нужна драстична акоция, за да се защити страната от превземането ѝ от комунистите. По този начин определяща характеристика на хунтата е нейният антикомунизъм. Те използват термина анархо-комунизъм (на гръцки: αναρχοκομμουνιστές), за да опишат ляво настроените по принцип. По подобен начин хунтата се опитва да направлява гръцкото обществено мнение не само чрез пропагандата, но и чрез измислянето на нови думи и слогани, като „старопартийност“ (palaiokommatismos), за да дискредитира парламентарната демокрация или Гърция за християните гърци (Ellas Ellinon Christianon), за да подчертае своята идеология. Главните идеологически говорители на хунтата са Георгиос Георгалас и журналиста Савас Константопулос, двамата бивши марксисти.

### „Пациент в гипс“ и други метафори
През мандата му като най-силна личност на хунтата, Пападопулос често използва това, което е описано от BBC като кървави медицински метафори, където той или хунтата приемат ролята на лекар. Предполагамият „пациент“ е Гърция. Типично Пападопулос или хунтата изобразяват себе си като „лекар“, който оперирара „пациента“ като му поставя „крака“ в гипсова отливка и прилага ограничения на „пациента“, като го привързва на хирургическото легло и го поставя под упойка, за да извърши "операцията, така че живота на „пациента“ да не бъде „застрашен“ по време на операцията. В една от своите известни речи Пападопулос казва:
| „ | “ευρισκόμεθα προ ενός ασθενούς, τον οποίον έχομεν επί χειρουργικής κλίνης, και τον οποίον εάν ο χειρουργός δεν προσδέση κατά την διάρκειαν της εγχειρήσεως και της ναρκώσεως επί της χειρουργικής κλίνης, υπαρχει πιθανότης αντί δια της εγχειρήσεως να του χαρίσει την αποκατάστασιν της υγείας, να τον οδηγήσει εις θάνατον. [...] Οι περιορισμοί είναι η πρόσδεσις του ασθενούς επί κλίνης δια να υποστή ακινδύνως την εγχείρισιν | “ |

 Преведено като:
| „ | Ние сме пред пациент, който е на хирургическо легло и който ако не е завързан от хирурга за леглото по време на операцията и упойката, ще има възможност, различна от гарантираното от операцията възстановяване на здравето, да доведе до неговата смърт. | “ |

В същата реч Пападопулос продължава:
| „ | "Ασθενή έχομεν. Εις τον γύψον τον εβάλαμεν. Τον δοκιμάζομεν εάν ημπορεί να περπατάει χωρίς τον γύψον. Σπάζομεν τον αρχικόν γύψον και ξαναβάζομεν ενδεχομένως τον καινούργιο εκεί όπου χρειάζεται Το Δημοψήφισμα θα είναι μία γενική θεώρησις των ικανοτήτων του ασθενούς. Ας προσευχηθώμεν να μη χρειάζεται ξανά γύψον. Εάν χρειάζεται, θα του τον βάλομεν. Και το μόνον που ημπορώ να σας υποσχεθώ, είναι να σας καλέσω να ειδήτε και σεις το πόδι χωρίς γύψον! | “ |

което се превежда по следния начин:
| „ | Имаме пациент. Слагаме в гипсова отливка. Проверяваме, за да разберем дали може да ходи без гипс. Счупваме първоначалния гипс, за да го заменим евентуално с нов, където е нужно. Референдумът ще се превърне в общ преглед на способностите на пациента. Нека се молим никога повече да не се нуждае от гипс отново и ако се нуждае все пак, ние ще му сложим. Едно нещо мога да ви обещая да станете свидетели на крак без гипс! | “ |

Други метафори съдържат религиозни образи, свързани с възкръсването на Христос на Великден: „Χριστός Ανέστη – Ελλάς Ανέστη“ преведено като „Христос Воскресе – Гърци воскресе“, намеквайки че хунтата ще спаси Гърция и накара да възкръсне в една по-велика и нова Земя. темата за прераждането се е използвала много пъти като стандартен отговор, за да се избегне задаването на всякакви въпроси относно това колко дълго ще продължи диктатурата:
| „ | Διότι αυτό το τελευταίον είναι υπόθεσις άλλων. Είναι υποθέσεις εκείνων, οι οποίοι έθεσαν την θρυαλλίδα εις την δυναμίτιδα δια την έκρηξιν προς αναγέννησιν της Πολιτείας την νύκτα της 21 Απριλίου. | “ |

Преведено като:
| „ | Понеже последното е нечий друг проблем. Това са грижите на тези, които запалиха фитила на динамита за експлозията, която доведе до прераждането на държавата в нощта на 21 април 1967 година. | “ |

Метафорите, свързани с религиозни теми и прераждане също са видни в следното:
| „ | Αι υποχρεώσεις μας περιγράφονται και από την θρησκείαν και από την ιστορίαν μας. Ομόνοιαν και αγάπην διδάσκει ο Χριστός. Πίστιν εις την Πατρίδα επιτάσσει η Ιστορία μας. [...] η Ελλάς αναγεννάται, η Ελλάς θα μεγαλουργήσει, η Ελλάς πάντα θα ζει. | “ |

преведено като:
| „ | Нашите задължения са описани от религията и историята ни. Христос ни учи на мир и любов. Историята ни изисква вяра в Родината. [...] Гърция (Елас) е преродена, Елас ще постигне страхотни неща, Елас ще живее завинаги. | “ |

### Граждански права
Скоро след като преврата е обявен по гръцкото радио, започва да се излъчва дълго време военна музика. Тези излъчвания са прекратявани от време на време с обявлението на заповеди от страна на хунтата, които започват винаги с израза „Решихме и заповядваме“ (на гръцки: Αποφασίζομεν και διατάσσομεν). Дългогодишната политическа свобода и граждански свободи, които са взимани за сигурни от гърците за десетилетия сега са потиснати. Член 14 от гръцката конституцията, който защитава свободата на мисълта и свободата на пресата е незабавно суспендиран. Създадени са военни съдилища, а политическите партии за разпуснати. Законодателството, което отнема десетилетия да се усъвършенства и което е отнело времето на множество парламенти да се приеме е изтрито в рамките на дни. Започва бързата деволюция на гръцката демокрация.
Всъщност репресиите на хунтата са толкова бързи, че до септември 1967 година Дания, Норвегия, Швеция и Нидерландия предявяват обвинения пред Европейската комисия по правата на човека за това че Гърция нарушава повечето от човешките права, защитавани от Европейската конвенция за защита на правата на човека и основните свободи. След преврата 6188 заподозрени като комунисти и политически опоненти са вкарани в затвора или заточени на отдалечени гръцки острови.
По време на хунтата мъчението става умишлена практика и е извършвана както от полицията, така и от гръцката военна полиция, като приблизително 3500 души са затворени в центрове за мъчения, управлявани от армията Examples of the types of torture commonly used include (amongst others):
- Удари върху стъпалата на краката с пръчки или части от метални тръби
- Сексуални мъчения като вкарване на обекти във вагината или ануса и рязкото им въртене или вкарване на маркуч в ануса и вода под силно налягане
- Душене на хората и навиране в устата на парцали напоени с урина и екскременти
- Откъсване на коса от главата и интимните области
- Скачане върху стомаха
- Изваждане на ноктите на краката и ръцете

Специалното звено за разпити на гръцката полиция (EAT/ESA) използва комбинация от техники като:
- Продължително стоене в празна стая
- лишаване от сън
- лишаване от храна
- лишаване от вода
- брутални побои
- силни звуци

Според съвременни изследвания основани на нови интервюта с оцелели, в периода от май до ноември 1973 година тази комбинация от техники за разпит включва също повтаряне на песни, които са популярни хитове по това време. Те са пускани силно и по няколко пъти от високоговорителите. Атакуваща всички сетива без да оставя видими следи, тази комбинация днес е приемана като мъчение от международните органи.
Според доклад за човешките права на Амнести Интернешънъл през първия месец на преврата са арестувани около 8000 души. Джеймс Бекет, американски прокурор и автор на книгата Варварство в Гърция, е изпратен в Гърция от Амнести Интернешънъл и пише през декември 1969 година, че „по консервативни оценки не по-малко от две хиляди“, което е броя на измъчваните хора.
Правото на свободно събиране на гражданите е премахнато и не са позволени никакви политически демонстрации. Наблюдението над гражданите става обикновен факт дори и по време на позволението социални активности. Това има непрекъснат смразяващ ефект върху населението, което осъзнава, че дори и да са им позволени определени социални активност, не могат да се преминат границите и да се рови или обсъждат определени забранени теми. Това осъзнаване води до липсата на каквито и да било граждански права, както и на малтретирания по време на полицейски арести, изразяващи се от заплахи през побои до превръщането на живота на обикновените граждани при хунтата в трудна задача за справяне.
Следвайки тази логика на хунтата, позволено е да се ходи на рок концерт, например, но ако се появи каквото и да е лошо поведение по време на концерта, което не е по стандарта на хунтата, това води до арест. Арестът съчетан с пълната липса на граждански права може лесно да доведе до побои и обявяването на гражданина за анархист, комунист или анархо-комунист. Липсата на валидна съдебна практика води до неравно прилагане на закона спрямо гражданите и отваря вратите за фаворизиране и непотизъм. Липсата на изборно представителство означава, че единствения избор на гражданите да се подчинят на тези произволни мерки. Гърция се превръща в полицейска държава.
Пълната липса на свобода на пресата, съчетана с несъществуващите граждански права означава, че продължителното нарушаване на гражданските права няма да бъде съобщавано, нито разследвано от независима преса или някакъв друг уважаван орган. Това води до психология на страха сред гражданите по време на диктатурата на Пападопулос, която психология се влошава при Йоанидис.

### Външнополитически отношения
Военното правителство получава подкрепа от САЩ, като съюзник през Студената война, поради близостта си до източноевропейския съветски блок от една страна и от друга страна поради това че предишната администрация на Труман е дала на страната милиони долари икономическа помощ, за да спре комунизма. Американската подкрепа за хунтата, която е изключително антикомунистка, се смята за причината за надигналите се антиамерикански чувства в Гърция по време и след недемократичното управление на хунтата.
Гръцките съюзници в Западна Европа са разделени в нагласите си спрямо хунтата. Скандинавските страни и Нидерландия заемат твърдо остра политика спрямо хунтата и подават оплаквания пред комисията за правата на човека при Съвета на Европа през септември 1967 година. Гърция обаче предпочита да излезе доброволно от Съвета на Европа през декември 1969 година преди да бъде постановена присъда.
Страни като Обединеното Кралство и Федерална република Германия от друга страна издигат гласове на критика за човешките права в Гърция, но подкрепят членството на страна в Съвета на Европа и НАТО поради стратегическата ценност за западните съюзници.

### Социокултурна политика
За да получи подкрепа за управлението си Пападопулос създава образ, който докосва някои ключови части на гръцкото общество. Син на бедно, но образовано селско семейство, той завършва престижната военна академия в страната. Пападопулос позволява значителна социална и културна свобода на всички социални класи, но политически репресии и цензура са от време на време силни, особено в области, считани за чувствителни от хунтата. Такива области са политическата активност и изкуството, литературата, филмите и музиката с политическа насоченост. Филмът на Костас Гаврас „Z“ и музиката на Микис Теодоракис никога не се допускат, дори и в най-спокойните времена на диктатурата, като се създава и списък на забранени песни, литература и изкуство.

#### Западна музика и филми
След първоначално колебание и доколкото не са политически увреждащи за хунтата, нейните цензори допускат навлизането на западна музика и филми. Дори и пикантния западногермански филм Helga – Vom Werden des menschlichen Lebens (на гръцки: Helga, η ιστορία μίας γυναίκας), филм със сексуално-образователна цел от 1967 година, който включва живо раждане, няма проблем да се появи в Гърция, както и във всяка друга страна от Западна Европа. Нещо повече филмът е забранен единствено за хора под 13 години. През 1971 година на Робърт Хартфърд-Дейвис му е позволено от хунтата да пусне класически трилър Incense for the Damned, в главните роли на който е Питър Кушинг и Патрик Макний и подходящо показващ Chryseis (Χρυσηίς), изкусителна гръцка сирена-вампир на гръцки остров Хидра. Филмът Удсток от 1970 година, показан из цяла Гърция води до арести и безредици, особено в Атина тъй като много младежи искат да гледат филма и изпълват кината докрай, а много от тях остават и извън тях.
Междувременно в Матала, Крит, хипи колония, която живее в пещери от 60-те години никога не е била обезпокоявана. Певеца и писател на песни Джон Мичъл се вдъхновява да напише песента „Carey“ след престоя си в пещерите на Матала заедно с хипи комуната през 1971 година. Хипи колонии също съществуват и в други популярни туристически места като „Райския плаж“ в Миконос

#### Гръцки рок
Излъчването на западна музика е ограничено за сметка на военната музика, но това впоследствие се променя. Програмите за поп и рокмузика, като тези, водени по радиото и телевизията от известната гръцка музикална, радио и телевизионна личност Нико Масторакис, са много популярни. Подобно на това не са забранени продажбите на музика. Всъщност дори рок концертите и турнета са позволени и такива правят рок групи като Socrates Drank the Conium и Nostradamos.
Друга поп група – „Poll“ са пионери в гръцката попмузика в края на 60-те години. Нейният водещ изпълнител и композитор е Робърт Уилямс, към когото през 1971 година се присъединява Костас Турнас. Poll създава няколко национални хита като „Anthrope Agapa (Човечеството се обича един друг)“, антивоенна песен, композирана от Турнас, и „Ela Ilie Mou (Ела, слънце мое)“, композирана от Турнас и Уилямс), Турнас по-късно започва соло кариера и през 1972 година създава прогресив и психеделичен соло албум Aperanta Chorafia (на гръцки: Απέραντα Χωράφια, Безкрайни полета). Той написва и подрежда албум, използвайки комбинация от оркестър и рок група („Ruth“). През 1973 година Костас Турнас създава албума Astroneira (Зведни сънища), повлиян от албума на Дейвид Бауи Ziggy Stardust.
Текстът на песента „Poll“ е написан изцяло на гръцки, а името на бандата е английска дума, написана с гръцки букви – Πολλ. Речниковата дефиниция на думата „poll“ – „събиране на проби или сбор от мнения по даден въпрос“ или „гласуване на избори“ очевидно не се вписва в цензурата на гръцката военна хунта.
Авторът на песни Дионисий Савопулос, който отначало е затворен от режима, по-късно получава голяма известност и създава редица влиятелни и силно политически алегорични албуми срещу хунтата по време на диктатурата, включително To Perivoli tou Trellou (на гръцки: Το Περιβόλι του Τρελλού, Овощната градина на лудия), Ballos (на гръцки: Μπάλλος, име на гръцки народни танци) и Vromiko Psomi (на гръцки: Βρώμικο Ψωμί, Мръсен хляб).

#### Туризъм
Туризмът е активно насърчаван от правителството на Пападопулос, като този сектор получава независимо финансиране, което го развива до невероятни размери. С туризма идва и нощният живот. Разбира се, при управлението на Пападопулос и липсата на някакви граждански права тези социокултурни свободи съществуват в правен вакуум, което означава, че те не са гарантирани, а по-скоро разпределени по прищявка на хунтата. Отделно всяко навлизане във въпроси от политическо естество по време на социалните или културни дейности обикновено води до арест или наказание. Въпреки че дискотеките и нощните клубове отначало имат вечерен час, отчасти заради енергийната криза, той впоследствие е разширен от 1 до 3, когато тя преминава. Тези свободи впоследствие са премахнати при Димитриос Йоанидис след неговия преврат.

#### Земеделие
Фермерите са естествен електорат на Пападопулос и е по-вероятно да го подкрепят, виждайки, че той също като тях има селски корен. Той усъвършенства отношенията с тях, като ги нарича ласкаво „гръбнакът на народа“ (на гръцки: η ραχοκοκαλιά του λαού) и отменя всички земеделски заеми. Освен това се настоява за насърчаване на, но не изцяло поради страх от реакция на средната класа, религията и патриотизма, а Пападопулос по-нататък се обръща към простите идеали на земеделска Гърция и засилва своя образ като водач на хората сред фермерите, които имат склонност да се подиграват на средната класа. Нещо повече, режима прокарва политика на икономическо развитие в селските райони, които са били в повечето случаи са били пренебрегвани от предишните правителства, които се фокусират най-вече върху градското индустриално развитие.

#### Градски класи
Пападопулос е по-малко вероятно да се обърне към градската и градски ориентирана средна класа, тъй като той идва от селски район. Отделно той обещава от самото начало, че диктатурата няма да бъде постоянна и когато се установи политическия ред демократично управление ще бъде върнато. Неговата подкрепа на туризма и други полезни икономически мерки и факта че, със значимите изключения на политическа свобода и цензура на пресата, той не ограничава същностно по друг начин средната класа имат ефекта на подкрепа за хунтата в установяването на нейния контрол над страната чрез спечелването на, поне в началото, мълчаливото съгласие на някои ключови части от населението.

### Икономическа политика
Периодът 1967 – 1973 година е маркиран от високо ниво на икономически растеж, който върви заедно с ниска инфлация и ниска безработица. Икономическият растеж е движен от инвестиции в туристическата промишленост, емиграционни политики, обществени разходи, както и стимули за бизнеса, които насърчават както вътрешни така и външно влагане на капитали. Няколко международни компании инвестират в Гърция по това време, включително Кока-Кола. Икономическият растеж започва да губи сила към 1972 година.
Започва строителство по мащабните проекти на язовири като тези при Бистрица, Кастракион, Полифитос, разширяване на термоелектрическите единици и други значими инфраструктурни проекти. Хунтата използва в тази връзка слогана: „Гърция е строителна зона“ (Η Ελλάς είναι ένα εργοτάξιον). Винаги усмихващия се Стилианос Патакос, познат също като „първата мистрия на Гърция“ (Το πρώτο μυστρί της Ελλάδας), тъй като често се появява на откриванията на проектите с мистрия в ръка и така участва в много пропагандни документални филми на Epikaira, които се излъчват преди филмите в гръцките кина.

### Финансови скандали
По това време предвид липсата на демократични проверки и баланс и липсата на свободна преса се появяват случаи на непрозрачни обществени сделки и корупция. Една такава случка е свързана с министъра на туризма при хунтата Йоанис Ладас. По време на неговото управление са дадени няколко заема с ниска лихва, за период от над 20 години, за туристическо развитие. Това насърчава изграждането на множество хотели, някои в нетуристически зони и без никаква стояща зад това бизнес мисъл. Няколко такива хотела са изоставени недовършени веднага след като заемите са обезпечени и техните строежи все още са разпръснати из гръцката провинция. Тези съмнителни заеми се наричат Thalassodaneia (на гръцки: θαλασσοδάνεια), или „заеми на морето“, за да обозначат неясните условия при които са били дадени.
Друга проблемна политика на режима е отписването на земеделските заеми на стойност над 100 000 драхми. Това се свързва с опит на Пападопулос да получи обществена подкрепа за своя режим.

## Връзки с Италия
По това време италианската крайна десница е впечатлена от методите на Пападопулос и неговата хунта. През април 1968 година Пападопулос кани 50 италиански члена на крайната десница, включително и Стефано Деле Кияе на обиколка в страната с цел да демонстрира на италианците методите на хунтата. Италианците са доста впечатлени и след завръщането си в страната, техните оперативни работници довеждат политическото насилие в страната си до ново ниво, маркирано от кампания на терор с бомби и друго насилие, което убива и ранява стотици. След това насилие десните сили обвиняват комунистите за него. Гръцката хунта е толкова впечатлена от действията на италианските си колеги, които прокарват път към италиански преврат, че на 15 май 1969 година Пападопулос им изпраща поздравително съобщение, казващо следното: „Негово превъзходителство министър-председателя отбелязва, че усилията, които са взети от гръцкото национално правителство в Италия за известно време започват да имат известно влияние“.

## Движение против хунтата
Демократичните елементи в гръцкото общество се противопоставят на хунтата от самото начало. През 1968 година са образувани много военни групи в Гърция и извън нея, които насърчават демократично управление. Към тях се включват Общогръцко движение за свобода, Демократична защита, Социалдемократическия съюз, както и групи от цялото ляво крило на гръцкия политически спектър, включително и Комунистическата партия на Гърция, която е обявена извън закона още преди хунтата. Първата въоръжена акция срещу хунтата е проваленият опит за убийство на Георгиос Пападопулос от страна на Александрос Панагулис на 13 август 1968 година.

### Опит за убийство от Панагулис
Опитът за убийство става на сутринта на 13 август, когато Пападопулос пътува от лятната си резиденция в Лагониси към Атина, ескортиран от личната си охрана на мотори и коли. Александрос Панагулис взривява бомба на крайбрежния път, когато лимузината на Пападопулос намалява в този участък, но тя не успява да го нарани. Панагулис е хванат няколко часа по-късно в морска пещера наблизо след като лодката, с която е трябвало да избяга не се появява.
Панагулис е прехвърлен в офисите на гръцката военна полиция, където е разпитван, бит и измъчван (виж процеса на Теофилойнакос). На 17 ноември 1968 година е осъден на смърт и остава в затвора 5 години. Смъртната му присъда не е изпълнена поради натиск от страна на международната общност. Вместо това на 25 ноември 1968 година е прехвърлен във военния затвор Богиати. На 5 юни 1969 година успява да избяга от затвора, но впоследствие е хванат. Няколко пъти отказва амнистия от страна на хунтата. През август 1974 година и изпратен на заточение във Флоренция, където продължава борбата срещу хунтата. След възстановяването на демокрацията, Панагулис е избран за член на парламента. Панагулис се смята за емблематична фигура в борбата за възстановяване на демокрацията.

### Разширяване на движението
Погребението на Георгиос Папандреу Старши на 3 ноември 1968 година се превръща спонтанно в масова демонстрация срещу хунтата. Хиляди атиняни се противопоставят на военния ред и следват ковчега до гробището. Правителството реагира, като арестува 41 души.
На 28 март 1969 година, след две години на широко разпространена цензура, политически арести и мъчения Георгиос Сеферис, носител на Нобелова награда за литература през 1963 година заема позиция срещу хунтата. Той прави изявление пред BBC World Service, а същевременно копия на изявлението се разпространяват във всеки вестник в Атина. Атакувайки полковниците, той изисква „Тази аномалия да се прекрати“. Сеферис не доживява да види края на управлението на хунтата. Неговото погребение на 20 септември 1972 година се превръща в масова демонстрация против военното управление.
Също през 1969 година както вече беше казано Костас Гаврас пуска филма „Z“, основан на книгата на известния ляво ориентиран писател Василис Василикос. Филмът, забранен в Гърция, представя леко преиначена история за събитията около убийството на депутата от Обединената демократична левица Грегорис Ламбракис през 1963 година. Филмът улавя усещането за недоволство към хунтата. Музиката към филма е написана от Микис Теодоракис, който е хвърлен в затвора от хунтата, а по-късно е пратен на заточение, а музиката към филма се разпространява тайно и се добавя към други вдъхновяващи, тайни песни на Теодоракис.
По-неизвестният датски филм на гръцки език Your Neighbor's Son описва подробно подчинението и обучението на младежи, за да се превърнат в мъчители в услуга на хунтата.

### Международни протести
Хунтата праща в изгнание хиляди на основание на това, че са комунисти или „врагове на страната“. Повечето от тях са обект на вътрешно изгнание на гръцките пустинни острови като Макронисос, Ярос, Гюра или ненаселени острови като Лерос, Агиос Евстратиос или Трикери. Най-известни са изпратените извън страната в изгнание, повечето от които са включени в съпротивата, организират протести в европейските столици или помагат и крият бежанци от Гърция.
В това число се включват: Мелина Меркури, актриса, певица (и след 1981 година министър на културата на Гърция), Микис Теодоракис, композитор на песни, Костас Симитис (премиер на Гърция от 1996 до 2004), Андреас Папандреу (премиер на Гърция от 1981 до 1989 и от 1993 до 1996 година), и лейди Амалия Флеминг (съпруга на сър Александър Флеминг, филантроп и политически активист) Някои избират изгнаничество, неспособни да издържат живот при хунтата. Например на Мелина Меркури и е позволено да остане в Гърция, но тя предпочита да не го прави.
В ранните часове на 19 септември 1970 година на площад Матеоти в Генуа, студента по геология Костас Георгакис се подпалва в знак на протест срещу диктатурата на Георгиос Пападопулос. Хунтата отлага пристигането на останките му на Корфу за 4 месеца, страхувайки се от обществената реакция и протести. По това време неговата смърт предизвиква сензация в Гърция и чужбина и първата конкретна проява на дълбочината на съпротива срещу хунтата. Той е единственият известен антихунта активист, който се пожертва и проявата му се смята за предшественик на по-късните студентски протести като въстанието на Атинската политехника. Общината на Корфу прави мемориал в негова чест близо до родния му дом в град Корфу.
Немският писател и разследващ журналист Гюнтер Валраф пътува до Гърция през май 1974 година. Докато е на площад Синтагма той започва да протестира срещу нарушенията на човешките права. Валраф е арестуван и измъчван от полицията, тъй като не носи и то с цел, никакви документи в себе си, които могат да го идентифицират като чужденец. След като идентичността му е разкрита Валраф е обвинен и осъден на 14 месеца затвор. Освободен е през август след края на диктатурата.

### Бунтът наВелос
В антихунта протест на 23 май 1973 година военния кораб HNS Velos под командването на Николаос Папас отказва да се завърне в Гърция след участието си в тренировка на НАТО и остава на котва при град Фиумичино в Италия. По време на патрула си с други натовски кораби между контитентална Италия и Сардиния капитана и офицерите чуват по радиото, че редица техни колеги офицери са арестувани в Гърция. Командир Папас е свързан с група демократично настроени офицери, които остават лоялни на клетвата си да се подчиняват на конституцията и планират акт срещу хунтата. Евангелос Авероф също участва в бунта на Велос, за което впоследствие е арестуван като „подбудител“.
Папас смята, че тъй като неговите антихунта колеги офицери са арестувани, няма повече надежда за движение вътре в Гърция. Така той решава да действа сам, за да мотивира световното обществено мнение. Папас съобщава намеренията си на командира на ескадрона и на щаб-квартирата на НАТО, цитирайки преамбюл на Северноатлантическия договор, който обявява, че „всички правителства...са определени да пазят свободата, общото наследство и цивилизация на техните хора, основани на принципите на демокрацията, индивидуалните свободи и върховенството на закона“ и напускайки формацията той отплава за Рим. Там пуска котва на 3,5 морски мили (около 6 km) от брега на Фиумичино и заедно с трима свои подчинени отплава за брега с китоловен кораб. Четиримата отиват на летището Фиумичино и телефонират на международните прес агенции и ги уведомяват за ситуацията в Гърция, за наличието на разрушител и за това че капитана ще даде пресконференция на следващия ден.
Това действие повишава международния интерес към ситуацията в Гърция. Капитанът, шест офицера и 25 моряци с по-нисък чин изискват и остават като политически бежанци. Наистина целия екипаж иска да последва капитана си, но са посъветвани от офицерите си да останат на борда и да се завърнат в Гърция, за да информират семействата и приятелите си за това, което се е случило.Велос се завръща в Гърция след месец със сменен екипаж. След падането на хунтата всички офицери и моряци се завръщат във флотата.

## Разпадане
Рухването на хунтата идеологически и политически е задействано от серия събития, които се развиват след опит за либерализация на Пападопулос, като идеологическия разпад предшества политическия. По време и след този злополучен процес вътрешните политически ограничения на хунтата излизат на преден план и тя се разделя на фракции, които са във вражда една с друга, като по този начин унищожават монолитния състав на диктатурата.
От тук се получава ефект на силно отслабване на съгласуваността на политическото съобщение и впоследствие на легитимността на режима, фатален удар от който, както ще покажат по-късните събития той никога не се възстановява. В същото време като опита на Пападопулос за либерализация, някои от ограниченията на хунтата са премахнати от политиката на Гърция, което води до изисквания за повече свободи, политическия вълнения и които са се използвали за демократични действия преди диктатурата.

### Нормализация и опити за либерализация
Пападопулос показва още от 1968 година, че е отворен за процеси на реформиране и дори се опитва да се свърже с Маркезинис по това време. По това време той казва, че не иска „Революцията“ (хунтата говори за „диктатура“) да се превърне в „режим“. После се опитва на няколко пъти през 1969 и 1970 година да започне реформи, които са осуетени от хардлайнерите в хунтата в това число и Йоанидис. Всъщност след неуспешния опит за реформа през 1970 година Пападопулос заплашва да подаде оставка и е разубеден едва след като хардлайнерите отново заявяват верността си към него.
На 10 април 1970 година Пападопулос обявява създаването на Символефтики Епитропи (Συμβουλευτική Επιτροπή) преведено като Надзорен съвет (комитет) или известен алтернативно като (Псевдо)парламента на Пападопулос. Той е съставен от членове избрани чрез изборен тип процес, но ограничени само до етникофрони (в свободен превод патриот, по-конкретно дясно настроен или поддръжник на хунтата). Съвета е двукамарен, съставен от централен надзорен съвет и провинциален надзорен съвет. Централният съвет се среща в Атина в сградата на парламента. И двата съвета имат за цел да съветват диктатора. По време на обявяването на създаването на съвета, Пападопулос обяснява, че иска да избегне термина „Вули“ (парламент) относно комитета, защото звучи зле.
Съветът е разпуснат преди провалилия се опит на Пападопулос заедно с Маркезинис за либерализация на режима. При растящото вътрешно недоволство в началото на 70-те години и особено след неуспешния преврат от страна на флотата в началото на 1973 година, Пападопулос се опитва да легитимира режима си чрез започването на постепенна „демократизация“ (виж Метаполитефси).
На 1 юни 1973 година той отхвърля монархията се обявява за президент на републиката след противоречив референдум, резултатите от който не са признати от политическите партии. След това той търси подкрепа от старите политици, но си осигурява само сътрудничеството на Спирос Маркезинис, който става министър-председател. В същото време се премахват много ограничения, а ролята на армията значително се намалява. Пападопулос се стреми да установи президентска република с широки правомощия на президента. Решението да се върне към политическо управление и ограничението на неговата роля води до недоволство у много поддръжници на режима в редовете на гръцката армия, чийто разочарование от Пападопулос става видно няколко месеца по-късно.

### Въстанието в политехниката
Тромавият опит на Пападопулос за либерализация не успява да докосне много хора в Гърция. Демократичният процес, който той предлага е ограничен от множество фактори. Неговата неопитност при извършването на безпрецедентен политически експеримент на демократизация е обременен от тенденцията му да концентрира колкото се може повече власт в своите ръце, слабост, която той показва през годините на хунтата, когато едновременно стои начело на няколко висши правителствени поста. Това особено дразни интелигенцията, чиито основни представители са студентите. Студентите в Юридическия факултет в Атина, например, демонстрират няколко пъти срещу диктатурата преди събитията в Политехниката.
Традицията на студентски протести винаги е била силна в Гърция още преди диктатурата. Пападопулос се опитва да смаже и дискредитира студентското движение по време на мандата си начело на хунтата. Но либерализационният процес, който той подема позволява на студентите да се организират по-свободно и това им дава възможност да се организират за демонстрация, която става все по-голяма и ефективна. Политическият момент е на страната на студентите. Усещайки това, хунтата изпада в паника и реагира с насилие.
В ранните часове на събота, 17 ноември 1973 година, Пападопулос изпраща армията да спре студентската стачка, както и седящата стачка на „Свободните обсадени“, както студентите наричат себе си. Стачката започва още на 14 ноември в Атинската политехника. Скоро след 3:00 a.m. EET при почти пълното прикритие на тъмнината, танк AMX 30 разбива портата на политехниката с последваща загуба на живот. Армията окупира също така и площад Синтагма поне до следващия ден. Дори и кафенетата по тротоарите са затворени.
Участието на Йоанидис в подбуждането на командирите на части да извършат криминални действия по време на въстанието, така че да улеснят неговия предстоящ преврат са представени в съда от прокурора по време на процесите срещу гръцката хунта и последвалите присъди срещу участниците в нея и в процеса за политехниката. Там Йоанидис е признат за морално отговорен за събитията.

### Режимът на Йоанидис
Въстанието задейства серия от събития, които поставят рязък край на опитите на Пападопулос за либерализация. Бригаден генерал Димитриос Йоанидис, недоволен хардлайнер от хунтата и дългогодишно протеже на Пападопулос като началник на страховитата военна полиция използва въстанието като претекст да възстанови обществения ред и да организира контрапреврат, който да свали Пападопулос и Спирос Маркезинис на 25 ноември. Военното положение е възстановено, хунтата назначава генерал Федон Гизикис за президент и икономиста Адамантиос Андруцопулос за министър-председател, макар че силната фигура в сянка остава Йоанидис.
Непохватната и опортюнистична намеса на Йоанидис разрушава мита, че хунтата е идеалистична група от армейски офицери с едни и същи идеали, които идват да спасят Гърция чрез колективната си мъдрост. Основният принцип на идеологията на хунтата (и митология) вече го няма и така се случва и с колектива. По подразбиране той остава единственият човек на върха след свалянето на останалите трима ръководители на хунтата. Характерно е, че той цитира идеологически причини за свалянето на фракцията на Пападопулос, като я обвинява в отклоняване от принципите на революцията, в корупция и в злоупотреба с правомощията им на армейски офицери за получаване на финансова облага.
Пападопулос и неговата хунта винаги са твърдели, че „революцията“ от 21 април 1967 година спасява Гърция от старата партийна система. Сега Йоанидис твърди, че неговият преврат спасява революцията от фракцията на Пападопулос. Дисфункцията, както и идеологическият разпад и разпадът на фракция на хунтата най-накрая излиза на светло. Йоанидис, обаче, не казва тези обвинения лично, тъй като винаги се опитва да избегне ненужна публичност. Радиото излъчва сега познатия сценарий преврат в прогрес, включващ военна музика, в паузите на която има военни заповеди и обявления, неспиращи да повтарят, че армията взема отново силата, за да спаси принципите на революцията и че свалянето на правителството на Пападопулос-Маркезинис е подкрепено от армията, флота и военновъздушните сили.
В същото време те обявяват, че новият преврат е „продължение на революцията от 1967 година“ и обвиняват Пападопулос в „отклоняване от идеалите на революцията от 1967 година“ и „вкарване на страна към парламентарно управление прекалено бързо“.
Преди вземането на властта Йоанидис предпочита да работи на заден план и никога не е на някаква формална длъжност в хунтата. Сега той е де факто лидер на марионетен режим съставен от членове, някои от които са обградени от войници на гръцката военна полиция в джипове, а други са избрани по погрешка. Методът на Йоанидис да създаде правителство нанася още един удар по бързо изчезващото и без това доверие в режима у дома и навън.
Новата хунта, въпреки своя по-скоро нещастен произход, преследва агресивни вътрешни репресии и експанзионистична външна политика.

### Кипърски преврат, турското нашествие и падането на хунтата
Спонсориран от Йоанидис на 15 юли 1974 година в Кипър се извършва преврат, който сваля археопископ Макариос III, който е президент на Кипър. Турция отговоря на тази интервенция, като напада Кипър и окупира северната част от острова след тежки боеве с местни гръцки кипърци и гръцките сили в Кипър (на гръцки: ΕΛΔΥΚ, Ελληνική Δύναμη Κύπρου). Има доста силен страх, че това означава, че пълнокръвна война с Турция е неизбежна.
Кипърското фиаско води до това, че висши гръцки армейски офицери оттеглят подкрепата си за бригаден генерал Димитриос Йоанидис. Назначеният от хунтата президент Федон Гизикис свиква среща с политиците от старата гвардия, като Панагиотис Канелопулос, Спирос Маркезинис, Стефанос Стефанопулос, Евангелос Авероф и други.
Дневният ред се състои в това да се назначи национално обединено правителство, което ще доведе страната до избори. Въпреки че бившия министър-председател Панагиотис Канелопулос отначало подкрепя инициативата, на 23 юли обаче Гизикис гани бившия министър-председател Констанинос Караманлис, който пребивава в Париж от 1963 година да поеме тази роля. Караманлис се връща в Атина на Lear Jet на френския президент Валери Жискар д'Естен, който е му е близък приятел и е заклет за министър-председател при президента Федон Гизикис. Новата партия на Караманлис Нова демокрация печели общите избори в Гърция през 1974 година и той остава министър-председател.
Така е възстановена парламентарната демокрация, а изборите от 194 година са първите свободни избори от десетилетие. Референдумът от 8 декември 1974 отхвърля възстановяването на монархията с разлика 2 към 1 на гласовете и Гърция се превръща в република.
Докато физическия разпад на хунтата като правителство е причинен от разгрома на гръцките сили в Кипър, то идеологическия разпад е предизвикан от въстанието в Атинската политехника от 1973 година. Въстанието в политехниката е събитието, което дискредитира военното правителство и действа като катализатор за неговото евентуалния му край чрез изваждането на показ на вътрешните противоречия на режима, като унищожава мита да политическата монолитност на хунтата. Оттук и непоправимото повреждане на политическото доверие в Етносотириос Епанастасис и тяхното съобщение.

## Процеси срещу хунтата (1975)
През януари 1975 година членове на хунтата са арестувани и в началото на август правителството на Константинос Караманлис предявява обвинения на Георгиос Пападопулос и още 19 негови съконспиратори в държавна измяна и бунт. Масовият процес се провежда в затвора Коридалос и е описан като „Гръцкият Нюрнберг“. Хиляда войника, въоръжени с автомати, осигуряват охраната. Пътищата, водещи към затвора, се патрулират от танкове.
Пападопулос, Патакос, Макарезос и Йоанидис са осъдени на смърт за държавна измяна. Присъдите им по-късно са заменени на доживотен затвор от правителството на Караманлис. През 1990 година правителството на Константинос Мицотакис има план да даде амнистия на членовете на хунтата, но той се проваля след протести на консерваторите, социалистите и комунистите.
Пападопулос умира в болницата през 1999 година, след като е прехвърлен от затвора Коридалос. Йоанидис остава в затвора до смъртта си през 2010 година. Този процес е последван от втори, който се насочва около събитията, свързани с въстанието в Атинската политехника. Има и трети процес, наречен „процеса на мъчителите“.

## Последици и гръцко обществено мнение
Историческите последици от управлението на хунтата оставят дълбоки следи, които се виждат все още и до днес в Гърция. Във вътрешен план липсата на граждански права и последвалите репресии създават чувство на страх и преследване сред голяма част от населението, като по този начин се появява травма и разделение, което трае дълго след падането на хунтата. Кипърското фиаско има трагични последици, които се развиват
Докато кипърското фиаско се случва поради действията на Йоанидис, то Пападопулос е този, който започва цикъла на преврати. Във външен план липсата на човешки права в страна, която принадлежи към Западния блок по време на Студената война, е непрекъснат източник на притеснение за свободния свят (като се има предвид, че Гърция е разглеждана и като родина на демокрацията) и тази и други причини правят Гърция международен парий и прекъсват процеса на интеграцията ѝ с Европейския съюз на неизчислима цена.
Режимът на 21 април остава силно противоречив, като у повечето гърци има силни и поляризирани мнения за него. Според проучване, извършено от Капа Ресърч и публикувано в лявоцентристкия вестник То Вима през 2002 година, мнозинството от електората (54.7%) смята режима за лош и вреден за Гърция, докато 20.7% го смятат за добър за Гърция, а 19.8% смятат че не е нито добър, нито лош. През април 2013 година анкета на Metron Analysis открива, че 30%от гърците жадуват за по-добрите дни на хунтата.
Преживяванията в Гърция са формиращи за няколко служители на ЦРУ като Клеър Джордж и Гъст Авракотос. Например Гъст се справя с последиците от убийството на неговия началник Ричард Уелч от терористичната организация Седемнадесети ноември през 1975 година. Много от неговите свързани с хунтата сътрудници също са убити по това време. Прикритието на самия Гъст също е разкрито от медиите и животът му е застрашен. През 1999 година американският президент Бил Клинтън се извинява от името на американското правителство за подкрепата на военната хунта в името на тактиките на Студената война.
Има спекулации, че въздържащите социални ефекти на хунтата играят роля за въздигането на дясноекстремистката партия Златна зора, която получава 18 места в парламента в два последователни гръцки парламента по време на продължаващата гръцка криза. Лидерът на Златна зора Николаос Михалолякос среща лидерите на хунтата, докато е в затвора, и е вдъхновен да основе партията.